# Dolné Naštice
Dolné Naštice este o comună slovacă, aflată în districtul Bánovce nad Bebravou din regiunea Trenčín. Localitatea se află la altitudinea de 205 m deasupra n.m., se întinde pe o suprafață de 4,64 km2 și în 2017 număra 572 de locuitori.

## Istoric
Localitatea Dolné Naštice este atestată documentar din 1295.

## Demografie
| An:                | 1994 | 2004   | 2014    | 2024   |
| ------------------ | ---- | ------ | ------- | ------ |
| Număr de persoane: | 425  | 433    | 556     | 596    |
| Diferență:         |      | +1,88% | +28,40% | +7,19% |

| An:                | 2023 | 2024   |
| ------------------ | ---- | ------ |
| Număr de persoane: | 602  | 596    |
| Diferență:         |      | −0,99% |